# Падането на нощта
„Падането на нощта“ (на английски: Nightfall) е впечатляващ научнофантастичен разказ на Айзък Азимов за спускането на тъмнината на планета, която е осветявана целогодишно и от всички страни от няколко слънца. По-късно късият разказ е развит до роман.
Считан за класика в жанра, „Падането на нощта“ е издаван в антологии не по-малко от 50 пъти, и се появява в поне няколко сборника с по-стари разкази на Азимов. През 1968 г., Дружеството на американските фантасти класира „Падането на нощта“ като най-добрия къс разказ, писан преди основаването на наградите „Небюла“ през 1965 г., и го включва в Залата на славата на научната фантастика – том I, 1929 – 1964 г..

## Къс разказ
Първата публикация е през септември 1941 г., в изданието на списание „Поразителна фантастика“ (на английски: Astounding Magazine или Astounding Science Fiction), под редакцията на Джон Кемпбъл. Това е 32-рият разказ на Азимов, написан от него, докато работи в магазинчето на баща си и учи в Колумбийския университет. Според автобиографията на Азимов, Кемпбъл иска от него да напише разказ, след като са дискутирали следния цитат от Ралф Уолдо Емерсън:
| „ | Ако звездите се появяваха само веднъж на хиляда години, как само биха вярвали хората, и обожавали, и пазили поколения наред мисълта за рая! | “ |

## Сюжет
Внимание:  Текстът по-долу разкрива сюжета на произведението (или части от него)!
Планетата Лагаш (Калгаш в по-късния роман) се намира в звездната система на шест звезди – (Алфа, Бета, Гама, Делта са четирите именувани в късия разказ, а Онос, Довим, Трей, Патру, Тано и Сита са имената в романа), които осветяват непрекъснато планетата от всички страни. Пълната тъмнина е абсолютно непозната, както и звездите извън слънчевата система.
Група учени от университета в Саро започват серия изследвания върху направени и (на пръв поглед) несвързани открития: Шеерин 501, психолог, изследва ефектите от „продължителното излагане“ на тъмнина, археологът Сифера 89 открива доказателства за многократна циклична гибел на цивилизацията на планетата, а Бийни 25 е астроном, който открива аномалии в орбитата на Лагаш около основното слънце Онос. Бийни носи данните на своя ръководител Атор в университета, който формулира теория.
Това принуждава астрономите в университета на Саро да опитат да намерят отговор на въпроса какво причинява тази аномалия. В края на краищата се стига да заключението, че единственото нещо, което може да причинява тези отклонения, е друго астрономическо тяло, обикалящо около Лагаш, което наричат Лагаш 2.
Бийни, посредством приятеля си – репортера Теремон 762, научава за вярванията на група, наречена „Култът“ („Апостолите на Пламъка“ в романа), чиито последователи вярват, че светът ще бъде унищожен в тъмнина, с появата на Звездите, които ще отприщят порой от огън. Бийни свързва това и данните за цикличното разрушаване на цивилизацията, които са научили от разкопките, с „ужасяващия“ потенциал на затъмненията и пресмята, че веднъж на 2049 години има слънчево (лунно) затъмнение, което трае една кратка „нощ“.
И тъй като населението на Лагаш не познава пълната тъмнина, учените стигат до заключението, че тя би могла да причини психически травми на хората, и че жителите на планетата трябва да бъдат подготвени. Когато пада нощта обаче, самите учени (които са се подготвяли за тъмнината), както и останалите хора на планетата, са смаяни и ужасени от гледката на огромния брой невидими дотогава звезди, които изпълват нощното небе. Започват безредици – градовете са унищожени в масови палежи и цивилизацията, както и преди, загива.
Последната част на новелата завършва с описанието на разпределянето на останките от погубената цивилизация от групи, борещи се да установят контрол (тази част липсва в оригиналния вариант на късия разказ).
Звездната система в разказа е доста сложна – като всяка система, която би включвала щест звезди.
Онос е главното слънце на Калгаш и е разположено на 10 светлинни минути от нея (подобно на нашето Слънце). Единственото друго разстояние, за което има информация в романа, е това до Тано и Сита – те са 11 пъти по-отдалечени, отколкото е Онос.
- Онос – Жълто джудже – подобна на Слънцето,
- Довим – Червено джудже,
- Трей и Патру – описвани като „бели“ – двойна звездна система,
- Тано и Сита – описвани като „сини“ – двойна звездна система.

## Адаптации
През 50-те години, разказът е адаптиран за радиопрограмите Dimension X and X Minus One.
През 1988 г., по разказа е направена и нискобюджетна продукция. Сценарият ѝ обаче доста се различава от оригинала, въпреки че запазва в общи линии първоначалната идея. През 2000 г. е направена и друга филмова версия.